# Gylfi Sigurðsson
Gylfi Þór Sigurðsson (* 8. September 1989 in Reykjavík) ist ein isländischer Fußballspieler. Der offensive Mittelfeldspieler steht bei Vikingur Reykjavík unter Vertrag und war A-Nationalspieler.

## Vereinskarriere

### Karrierebeginn in England
Gylfi Sigurðsson wurde 2005 an der Jugendakademie des englischen Klubs FC Reading aufgenommen, nachdem er zuvor in Island für FH Hafnarfjörður und Breiðablik Kópavogur spielte. 2007 erhielt er seinen ersten Profivertrag und rückte ein Jahr später in den Profikader auf. Sein Pflichtspieldebüt für Reading gab er im August 2008 gegen Luton Town im League Cup und wurde nach einem weiteren League-Cup-Einsatz im Oktober 2008 für einen Monat an den Viertligisten Shrewsbury Town verliehen. Er kam zu sechs Einsätzen für Shrewsbury, in fünf davon stand er in der Startaufstellung und erzielte bei seinem Debüt einen Treffer beim 4:1-Erfolg über Bournemouth. Eine Verlängerung der Leihdauer wurde von Reading abgelehnt und Gylfi Sigurðsson kehrte Mitte November zu seinem Stammklub zurück, für den er im Januar 2009 auch im FA Cup debütierte. Im Februar 2009 wurde er zunächst für einen Monat an den Drittligisten Crewe Alexandra verliehen, die Leihdauer wurde aber schließlich bis zum Saisonende verlängert. Bei Crewe etablierte er sich mit eindrucksvollen Leistungen prompt in der Startelf und erzielte in 15 Einsätzen drei Tore, was den Klub aber nicht vor dem Abstieg in die Viertklassigkeit bewahrte.
Bereits in der folgenden Saison 2009/10 stieg Gylfi Sigurðsson zum überragenden Spieler des Zweitligisten FC Reading auf. Er etablierte sich bereits umgehend nach seinem Ligadebüt Ende August 2009 in der Mannschaft und agierte zumeist hinter den Spitzen. Im Saisonverlauf erzielte er insgesamt 22 Tore, davon 16 in der Football League Championship. Daneben zeichnete er sich als Freistoß- und Elfmeterschütze des Klubs verantwortlich und übernahm oftmals auch die Ausführung der Eckbälle. Im FA Cup 2009/10 traf er zunächst beim Drittrundensieg gegen den FC Liverpool an der Anfield Road in der Nachspielzeit zum Ausgleich, bevor sich der Zweitligist in der Verlängerung den Sieg sicherte. Anschließend erzielte Gylfi Sigurðsson in der vierten Runde gegen Erstligist Burnley den Treffer zum 1:0-Sieg und traf auch in der Verlängerung des Fünftrunden-Wiederholungsspiels per Weitschuss gegen West Bromwich Albion zum 3:2-Endstand. Erst im Viertelfinale scheiterte Reading nach 2:0-Führung noch mit 2:4 an Aston Villa. Im März 2010 erzielte Gylfi Sigurðsson fünf Treffer in sechs Partien und wurde daraufhin als „Spieler des Monats“ der Football League Championship ausgezeichnet, am Saisonende wählten ihn die Fans des FC Reading zum „Spieler der Saison“. Zum Auftakt der Spielzeit 2010/11 bestätigte Gylfi Sigurðsson seine Form aus der Vorsaison und erzielte an den ersten vier Spieltagen zwei Treffer.

### Wechsel nach Hoffenheim
Kurz vor Ende der Transferfrist wechselte Gylfi Sigurðsson am 31. August 2010 zum deutschen Bundesligisten TSG 1899 Hoffenheim. Der Transfer stellt nach Angaben des FC Reading einen neuen Rekord-Transfererlös in der Vereinsgeschichte dar und lag damit über 6,5 Mio. £, die der Verein 2009 für Kevin Doyle erhielt. Hoffenheims Manager Ernst Tanner nannte die Summe „ein wenig übertrieben“ und sprach von sechs Millionen Euro als Ablösesumme. Bei Hoffenheim unterzeichnete er einen Vertrag bis Sommer 2014. Bei seinem zweiten Einsatz am 4. Spieltag erzielte er unmittelbar nach seiner Einwechslung per direktem Freistoß den Treffer zum 2:2-Endstand gegen den 1. FC Kaiserslautern. Er war zu diesem Zeitpunkt erst 28 Sekunden auf dem Platz. Auch am siebten Spieltag gegen den 1. FSV Mainz 05 wurde Gylfi Sigurðsson eingewechselt und traf vier Minuten später per Freistoß zum Anschlusstreffer. Am 10. Spieltag stand er zum ersten Mal in der Startformation der Hoffenheimer und erzielte die ersten beiden Treffer beim 4:0-Heimsieg gegen Hannover 96.

### Wechsel in die Premier League
Am 2. Januar 2012 wurde er an den Premier-League-Klub Swansea City ausgeliehen, da er nach seiner Verletzung im Sommer und der verpassten Vorbereitung mehr Spielpraxis sammeln sollte. In England wurde er zum Spieler der Premier League des Monats März 2012 gewählt. Nach guten Leistungen in der gesamten Rückrunde entschloss sich der Verein, Gylfi Sigurðsson fest zu verpflichten. Am 28. Mai 2012 gab Swansea City bekannt, dass mit Hoffenheim und Gylfi Sigurðsson eine Einigung für einen endgültigen Transfer erzielt worden sei. Mit einer von Swansea genannten Ablösesumme von 6,8 Mio. £ (etwa 8,5 Mio. €) wäre dies der teuerste Transfer in der Vereinsgeschichte gewesen. Die Einigung wurde allerdings von Seiten der TSG verneint. In der Folge erhielt Gylfi Sigurðsson von Hoffenheim verlängerten Urlaub bis zum 30. Juni, um seinen Transfer in die Premier League zu fixieren. Schließlich wechselte Gylfi Sigurðsson zur Saison 2012/13 nicht nach Swansea, sondern zu Tottenham Hotspur. Über die Ablösemodalitäten mit Hoffenheim wurde Stillschweigen vereinbart.
Im Juli 2014 kehrte er zu Swansea City zurück. Er unterschrieb einen bis Sommer 2018 laufenden Vertrag. Am 16. August 2017 schloss er sich dem FC Everton an. Die Ablöse von umgerechnet 49,4 Millionen Euro stellte für die Toffees einen neuen Vereinsrekord dar. Sein Debüt gab Gylfi Sigurdsson am 22. August 2017 bei einem 1:1 gegen Manchester City, als er in der 61. Spielminute für Tom Davies eingewechselt wurde. Am 16. Juli 2021 wurde Gylfi Sigurdsson unter Vorwurf des sexuellen Missbrauchs von Kindern verhaftet und am 10. September verkündete der FC Everton, dass Gylfi Sigurdsson nicht mehr Teil des Kaders für die Saison 2021/22 sein wird. Nachdem die Ermittlungen gegen den Spieler nichts konkretes brachten, wurden die immer noch geltenden Auflagen im April 2023 endgültig aufgehoben. Im folgenden September nahm ihn dann Lyngby BK aus Dänemark unter Vertrag. Nach nur sechs Pflichtspielen wechselte Gylfi Sigurdsson dann im März 2024 zurück in seine Heimat zu Valur Reykjavík. Bereits im Juli desselben Jahres kam es jedoch zu einem vielbeachteten Wechsel zum Lokalrivalen Víkingur Reykjavík. Der Transfer sorgte für Aufsehen, da er trotz bestehender Verträge vollzogen wurde und Sigurdsson intern als unmotiviert galt. Medienberichten zufolge verlor Valur das Vertrauen in ihn, woraufhin Víkingur eine Ablöse von rund 20 Millionen isländischen Kronen zahlte. Der Wechsel stieß bei Fans und Verantwortlichen auf Kritik, zumal die Rivalität zwischen beiden Klubs als besonders intensiv gilt.

## Nationalmannschaft
Gylfi Sigurðsson gehört seit 2005 regelmäßig zum Aufgebot isländischer Juniorenauswahlteams. Mit der U19 erreichte er 2008 die zweite Runde der EM-Qualifikation, in der man als Gruppenzweiter hinter Bulgarien die Endrundenteilnahme verpasste. In der Qualifikation zur U21-Europameisterschaft 2011 war er mit zwei Toren im Play-off-Rückspiel im Oktober 2010 gegen Schottland entscheidend daran beteiligt, dass sich die isländische U21-Auswahl erstmals für eine U21-Europameisterschaftsendrunde qualifizierte.
Sein Debüt in der isländischen A-Nationalmannschaft gab er im Mai 2010 20-jährig bei einem 4:0-Erfolg in einem Freundschaftsspiel gegen Andorra.
Bei der Fußball-Europameisterschaft 2016 in Frankreich wurde er in das Aufgebot Islands aufgenommen. Gylfi Sigurðsson gehörte zur Stammelf und spielte alle fünf Partien im Turnier über die volle Spielzeit. Im zweiten Gruppenspiel brachte er sein Team mit einem verwandelten Elfmeter mit 1:0 gegen Ungarn in Führung. Beim ersten Auftritt Islands bei einer EM kam das Team bis ins Viertelfinale.
Zudem stand er im isländischen Kader für die Weltmeisterschaft 2018 in Russland, bei der Island zum ersten Mal an einer Weltmeisterschaftsendrunde teilnehmen konnte. Island schied nach einem Unentschieden gegen Argentinien und Niederlagen gegen Nigeria und Kroatien als Letzter der Gruppe D noch in der Vorrunde aus; Gylfi Sigurðsson stand in allen drei Partien auf dem Platz und erzielte bei der 1:2-Niederlage gegen Kroatien per Handelfmeter den zwischenzeitlichen Ausgleich.

## Auszeichnungen
- Islands Fußballer des Jahres 2010,[23] 2012–2020[24][25]
- Islands Sportler des Jahres: 2013, 2016